# Murs, portal i arc del carrer Torrent
Els Murs, portal i arc del carrer Torrent és una obra gòtica de Castelló de Farfanya (Noguera) declarada bé cultural d'interès nacional.

## Descripció
El portal de la confluència del carrer de Sant Domènec amb el carrer de la Costa d'una banda, i el portal de la confluència del carrer de Sant Antoni amb el carrer del Torrent de l'altra, estan situats al nucli històric de Castelló de Farfanya, concretament en el vessant oriental de la muralla que tancava aquest nucli en època medieval. La part exterior d'aquest tram de muralla ha quedat fossilitzat en l'entramat actual en els carrers de Sant Domènec i de Sant Antoni, al nord i al sud respectivament del carrer del Pont. Els antics portals d'accés a la vila closa a través del carrer de la Costa, al nord, i del carrer del Torrent, al sud, són visibles i funcionals en l'actualitat malgrat les reformes i les edificacions modernes que aprofiten la muralla.
L'arc del carrer de Sant Domènec consisteix en un arc rebaixat fet amb gres que arrenca dels panys de muralla fets amb aparell de carreu irregular. Actualment, el tram d'arc es troba arrebossat amb ciment, però són visibles certes parts dels panys laterals. A la cara interior, des del carrer de la Costa, el pas també se soluciona amb un arc rebaixat que actualment es troba arrebossat i integrat a l'habitatge del qual fa d'element de sustentació.
L'arc del carrer de Sant Antoni consisteix en un arc de mig punt fet de maó disposat a plec de llibre. L'arc recolza sobre carreus desbastats que devien formar part de l'antiga muralla, un part de la qual és visible a la dreta del portal, feta amb aparell regular de gres. L'arc, que recolza sobre un arc interior fet igualment de maons a plec de llibre, està actualment pintat i integrat a la façana de l'habitatge que s'hi recolza. La cara interior, des del carrer del Torrent, consisteix en un arc de mig punt de dovelles de gres. El pas interior entre els dos arcs, en tots dos casos, se soluciona amb un senzill embigat pla.

## Història
El 1328, el comtat pertanyia a l'infant Jaume, fill d'Alfons el Benigne i Teresa d'Entença, comtessa d'Urgell. Jaume atorgà a la vila un govern semblant al de la paeria de Lleida en virtut de l'usatge de Pau i Treva. El seu successor, Pere d'Urgell, va patrocinar la construcció de l'església de Santa Maria del Castell i el 1408 cedí a la seva esposa Margarida l'usdefruit del castell i la vila. Segons Monreal i Martí de Riquer, la reestructuració de la vila i les seves muralles es degué fer en un moment indeterminat del govern d'aquests dos comtes, ja que la torre quadrada sobre un d'aquests arcs, feta amb grans carreus d'aparell regular, exemplifica un tipus de construcció datable en el segle xiv avançat.

## Referències

Portals de Castelló de Farfanya
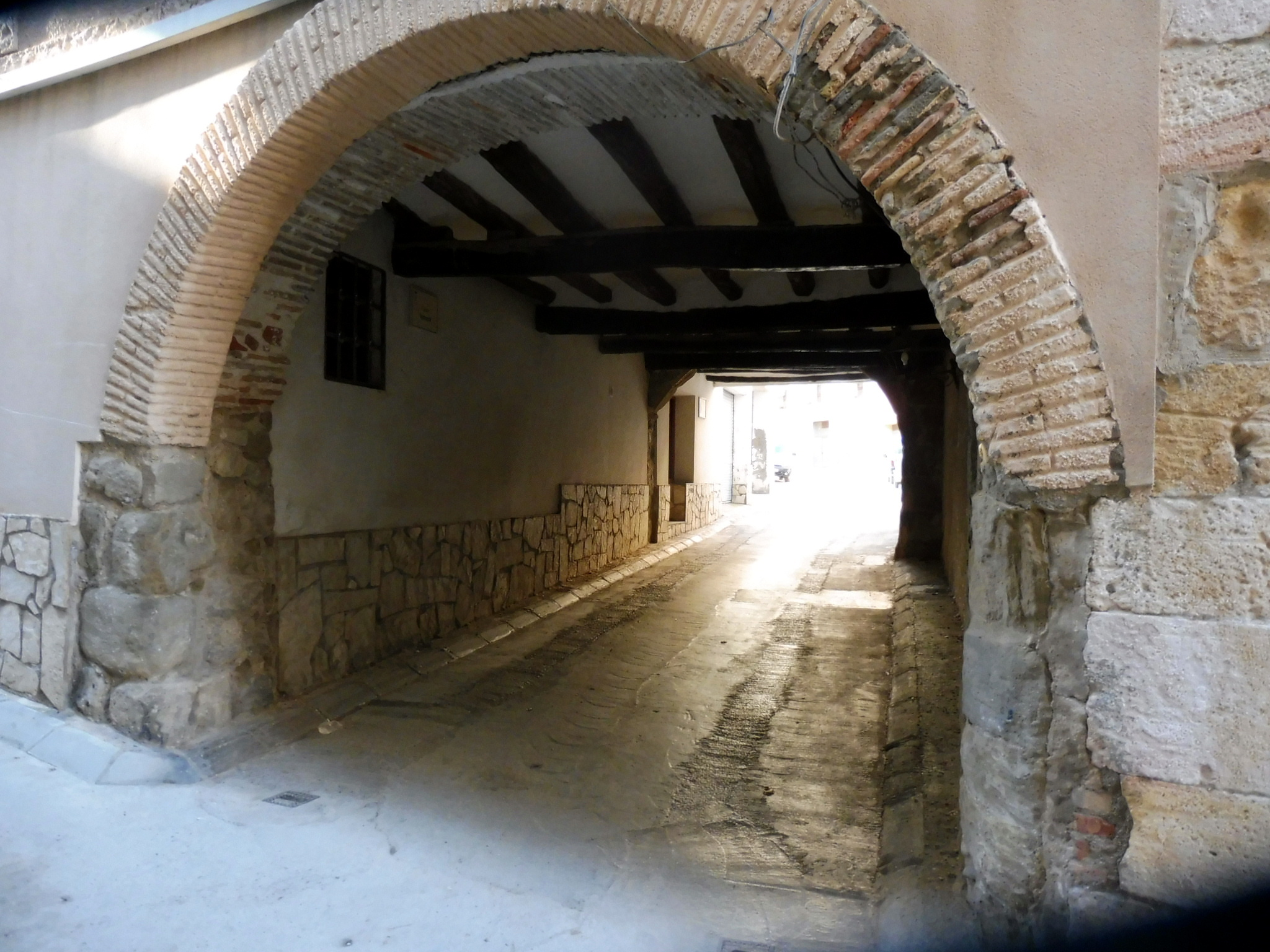
Portal del carrer Torent
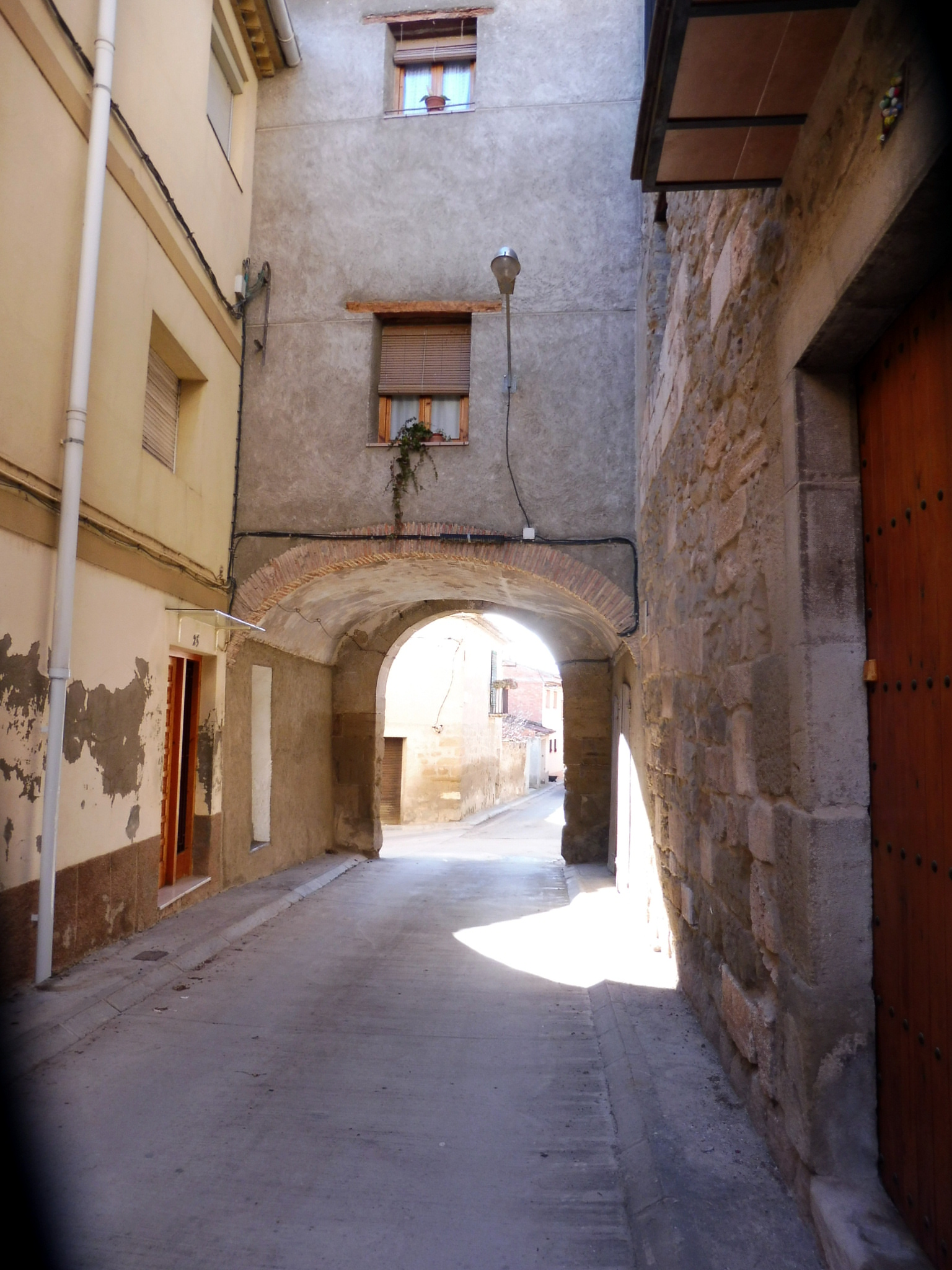
Portal de Sant Antoni
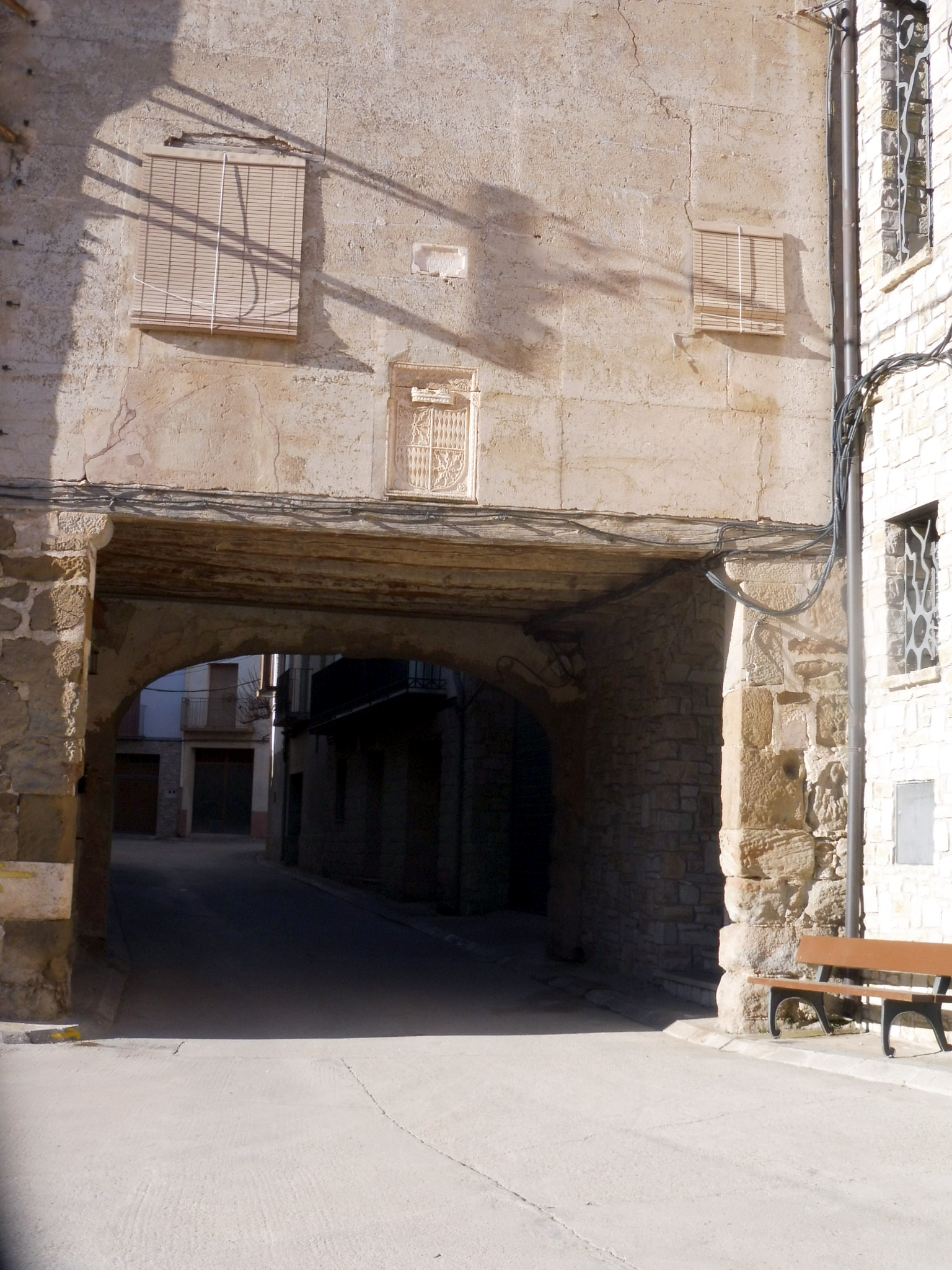
Portal de Santa Maria
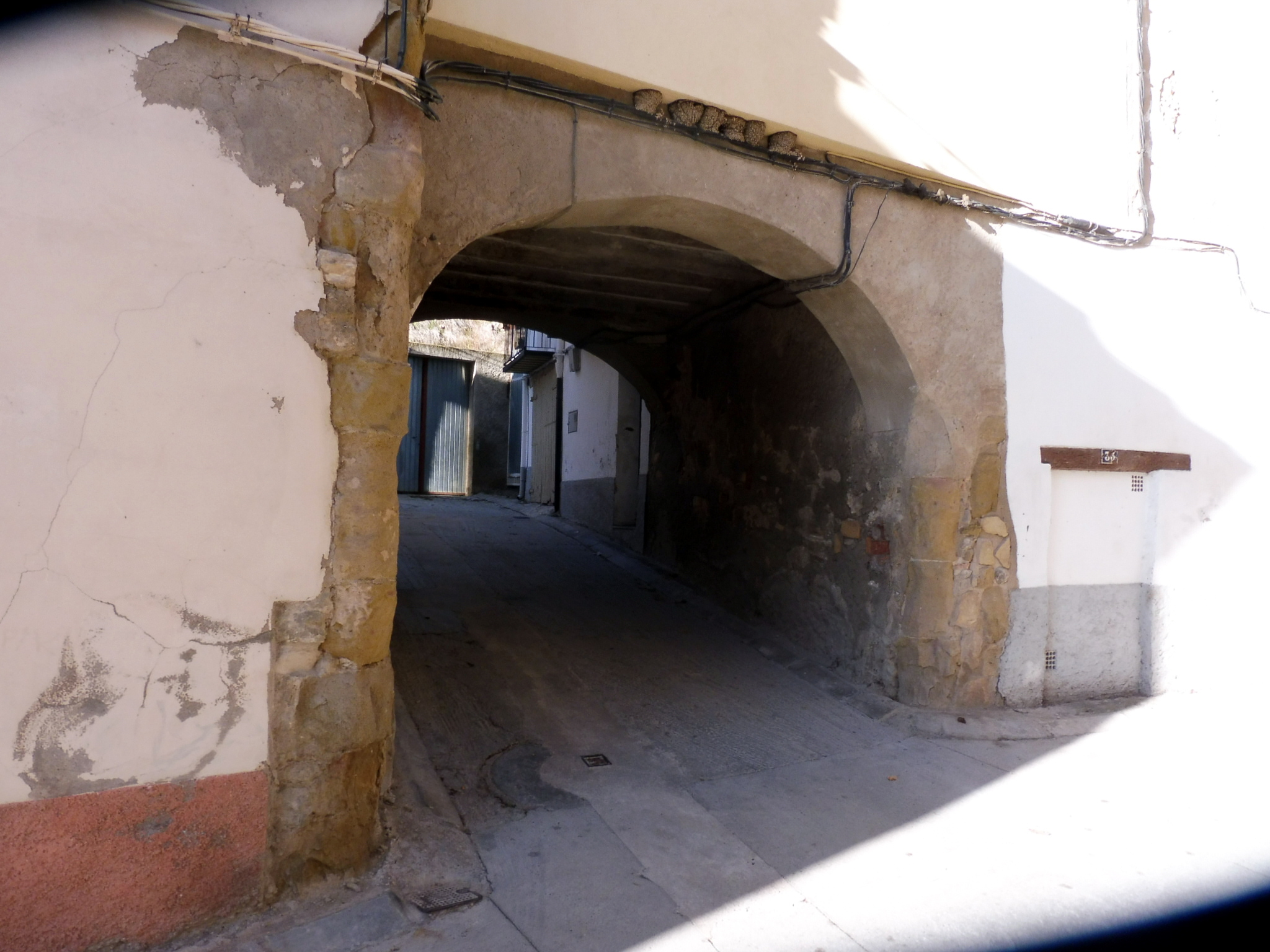
Portal del carrer de la Costa